# Mamaia Challenger 2009
Il Mamaia Challenger 2009 è stato un torneo professionistico di tennis maschile giocato sulla terra rossa, che faceva parte dell'ATP Challenger Tour 2009. Si è giocato a Costanza in Romania dal 22 giugno al 28 giugno 2009.

## Partecipanti

### Teste di serie
| Nazionalità | Giocatore        | Ranking* | Testa di serie |
| ----------- | ---------------- | -------- | -------------- |
| Italia      | Marco Crugnola   | 176      | 1              |
| Italia      | Alessio di Mauro | 181      | 2              |
| Spagna      | Pablo Santos     | 185      | 3              |
| Slovenia    | Blaž Kavčič      | 186      | 4              |
| Serbia      | Boris Pašanski   | 196      | 5              |
| Paesi Bassi | Thiemo de Bakker | 198      | 6              |
| Germania    | Dieter Kindlmann | 204      | 7              |
| Germania    | Julian Reister   | 223      | 8              |

- Ranking al 25 maggio 2009.

### Altri partecipanti
Giocatori che hanno ricevuto una wild card:
- Alin-Mihai Constantin
- Adrian-Marin Dăncescu
- Andrei Mlendea
- Andrei Săvulescu

Giocatori passati dalle qualificazioni:
- Petru-Alexandru Luncanu
- Grzegorz Panfil
- Artem Smyrnov
- Ivajlo Trajkov

## Campioni

### Singolare
Blaž Kavčič ha battuto in finale  Julian Reister con il punteggio di 3–6, 6–3, 6–4

### Doppio
Adrián García /  David Marrero hanno battuto in finale  Adrian Cruciat /  Florin Mergea con il punteggio di 7–6(5), 6–2